# Jeannette Laot
Jeannette Laot (Landerneau, Finisterre, 15 de enero de 1925-Estrasburgo, Francia, 14 de mayo de 2025) fue una sindicalista y feminista francesa. Fue una de las primeras mujeres en Francia que involucró a su organización sindical en el movimiento feminista en las décadas de 1960 y 1970.

## Biografía
Jeannette Laot nació en Landerneau. Sus padres eran carniceros. Tiene tres hermanos. Asistió a una escuela católica y obtuvo su certificado de estudios en 1938. Tras la muerte de su padre, ayudó a su madre en el negocio familiar y trabajó también con un primo sombrerero en la confección de sombreros .
Después de la Segunda Guerra Mundial, comprometida su actividad profesional, fue contratada como trabajadora en la fábrica de tabaco de Morlaix en 1948. Trabajó en el descascarado de hojas de tabaco y luego en la fabricación de puros . Tras unirse inicialmente a Fuerza Obrera (FO), pero decepcionada, en 1948 fundó una sección sindical de la Confederación Francesa de Trabajadores Cristianos (CFTC) con la ayuda de funcionarios de la CFTC reunidos en la Acción Catholique Ouvrière.
En 1954, Jeannette Laot se trasladó a París y asumió responsabilidades nacionales en la Federación de la Empresa de Explotación Industrial del Tabaco y Alumettes (SEITA). Activa dentro de la minoría CFTC, participó en la desconfesionalización del sindicato (la CFTC a la CFDT). En 1970, se unió al comité ejecutivo de la Confederación Democrática del Trabajo de Francia (CFDT) a raíz de Edmond Maire . Estuvo a cargo del entorno de vida y luego de la huelga mientras fue responsable de la comisión confederal de mujeres.
Católica practicante, Jeannette Laot es una de las primeras mujeres en Francia que involucró a su organización sindical en el movimiento feminista en las décadas de 1960 y 1970.
La CFDT, que dio su giro secular a principios de la década de 1970, también comenzó a tener en cuenta la sexualidad y las cuestiones feministas, especialmente después de la publicación del Manifiesto de las 343 (5 de abril de 1971). Jeannette Laot estimuló el debate dentro de la central. Cercana al Movimiento Francés de Planificación Familiar (MFPF), está involucrada en la lucha por el derecho a la anticoncepción y al aborto . Los sindicatos de empleados están entonces más involucrados en la anticoncepción .
Cuando se creó el MLAC en 1973, Jeannette Laot, que era vicepresidenta de la CFDT, también se convirtió en vicepresidenta junto con Simone Iff, presidenta de la sección de París de la MFPF y activistas del Grupo de Información Sanitaria como Pierre Jouannet. En 1973, Alphonse Pageaud, miembro permanente de la CFDT- PTT y miembro del movimiento francés de planificación familiar desde 1966, fecha del aborto de su esposa, a su vez se convirtió en presidente de planificación familiar en París.
En 1973, asumió la vicepresidencia del Movimiento por la Libertad de Aborto y Anticoncepción (MLAC).
Jeannette Laot conservará estas responsabilidades hasta el 15 de enero de 1975, en vísperas de la adopción de la ley Veil, que autorizó la interrupción voluntaria del embarazo .
Durante la década de 1970, la relación entre el Partido Socialista, el MFPF y la CFDT se fortaleció, las activistas cedetistas comprometidas con la lucha por los derechos de las mujeres participaron en el desarrollo de un «feminismo socialista» simbolizado con la llegada de la izquierda al poder en 1981.
Jeannette Laot se convirtió en asesora de François Mitterrand y continuó su labor en el Ministerio de Trabajo y del Ministerio de Derechos de la Mujer (1981-1986).
Falleció en Estrasburgo en compañía de su hija y sus dos nietos el 15 de mayo de 2025. Fue condecorada con la Orden Nacional de caballero de la Legión de Honor .

### Funciones sindicales
- Miembro del consejo del sindicato local CFTC de Morlaix y del sindicato departamental CFTC de Finistère (1950-1954)
- Secretaria General de la Federación Nacional de SEITA CFTC (1954-1967)
- miembro del Consejo Confederal de la CFTC (1963-1967)
- miembro de la Comisión Confederal de Mujeres de la CFTC (1961-1970)
- miembro del consejo de redacción de la revista Projet (1970-1974)
- miembro del Comité Ejecutivo de CFDT (1970-1981)
- jefa de la secretaría " trabajadoras" (1970-1981)
- vicepresidenta del MLAC (1973-1975)[5]

## Publicaciones
- « Stratégie pour les femmes », Éditions Stock, 1977.
- « La parité. Enjeux et mise en œuvre », obra colectiva bajo la direction de Jacqueline Martin, diciembre de 1998.

## Videografía
- « Jeannette Laot, biographie d’une syndicaliste », por Maitron, realización Jeanne Menjoulet (2012).  6 min 37 s. En línea en dailymotion.com
- IVG : le combat mené par la CFDT, par la CFDT. Entrevista con Jeannette Laot (Guylène Brunet, 2015) 10 min 30 s.  En línea en  dailymotion.com